# مدرسة الشرطة بتلمسان
مدرسة الشرطة بتلمسان هي أحد أقدم مراكز تكوين الشرطة الجزائرية، تم إنشائها سنة 1963 لتلبية الحاجيات التكوينية للشرطة الجزائرية وذلك بمدينة تلمسان.